# گراب خوشادول
گراب خوشادول، روستایی از توابع بخش مرکزی شهرستان ملکشاهی در استان ایلام ایران است.

## جمعیت
این روستا در دهستان شوهان قرار دارد و براساس سرشماری مرکز آمار ایران در سال ۱۳۸۵، جمعیت آن ۲۷ نفر (۵خانوار) بوده‌است.